# Vaterländischer Verein

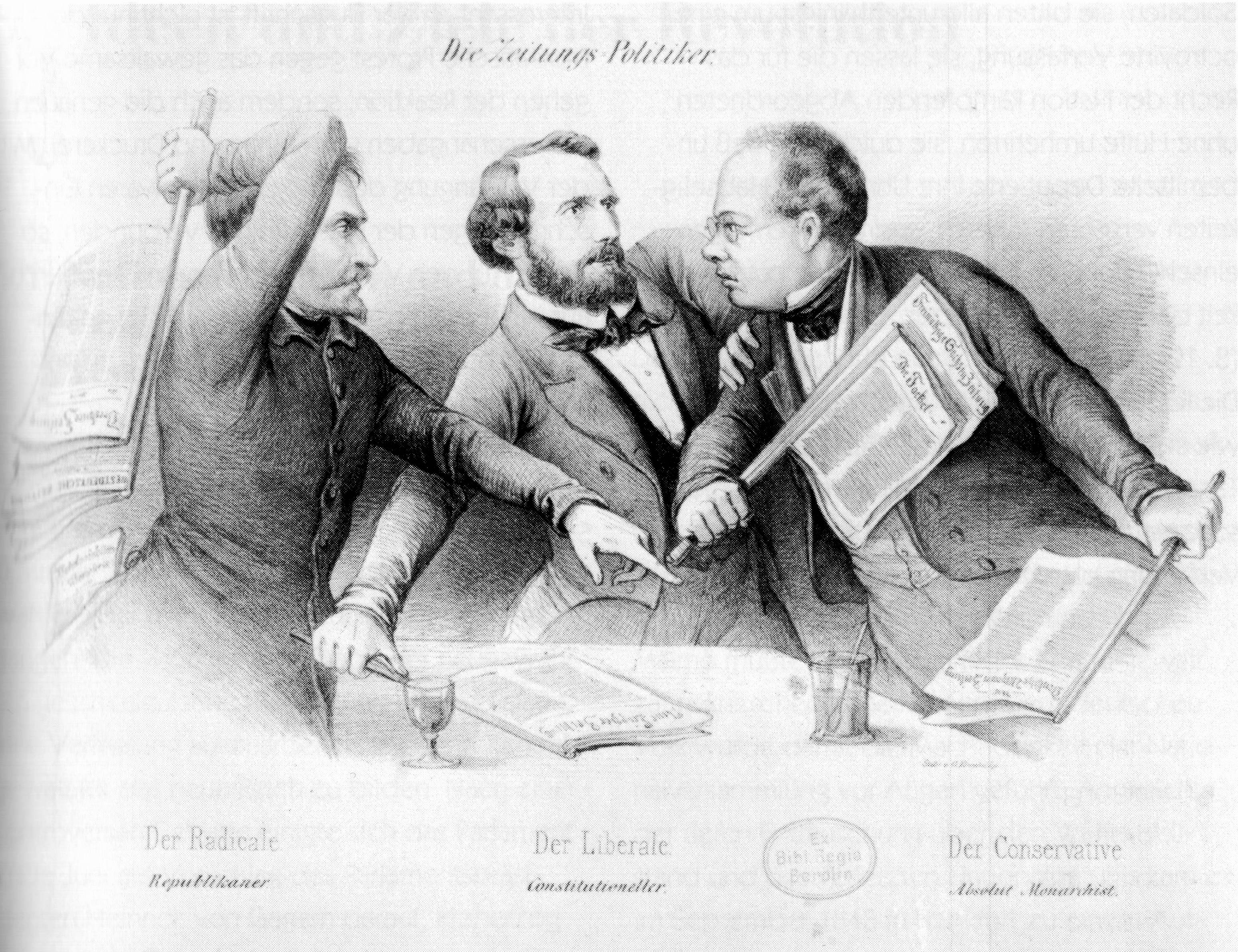
“Die Zeitungs-Politiker”. “Der Radikale / Republikaner”. “Der Liberale / Constitutioneller”. “Der Conservative / Absolut. Monarchist”; Lithographie, G. Pönicke. Leipzig, 1849.

Die Bezeichnung Vaterländischer Verein wurde im Großherzogtum Baden 1848/49 für zwei völlig gegensätzliche politische Vereine verwendet.

## März 1848 bis Mai 1848
Im IV. Beschluss der Offenburger Versammlung vom 19. März 1848 wurde festgelegt: „Demzufolge bildet sich 1.) In jeder Gemeinde des badenschen Landes ein vaterländischer Verein, dessen Aufgabe ist, für die Bewaffnung, die politische und sociale Bildung des Volkes, sowie für die Verwirklichung aller seiner Rechte Sorge zu tragen.“
Die Vereine sollten entsprechend der Verwaltungsgliederung des Großherzogtums Baden die Vereine der Gemeinden auf Bezirksebene und die Bezirksvereine auf Kreisebene zusammenfassen. Auf der Landesebene wurde ein Landesausschuss mit Friedrich Hecker als Obmann gebildet. Weitere führende Persönlichkeiten waren
- Unterrheinkreis: Gustav Struve, Heinrich Hoff,[2] Christian Friedrich Winter,[3] Damian Junghanns
- Mittelrheinkreis: Lorenz Brentano, Gustav Rée, Eduard Rehmann, Wilhelm Schubert[4]
- Oberrheinkreis: Emil Heinrich Kiefer, Karl von Rotteck, Joseph Weißhaar,
- Seekreis: Heinrich Würth, Eduard Vanotti,[5] Vital Emmert, Josef Grüninger

„Anfang April 1848 radikalisierte sich die Vaterländische Vereinsbewegung zusehends.“ So wurde am 2. April auf einer Versammlung in Achern zum gewaltsamen Umsturz aufgerufen.
Nach dem Scheitern des Heckerzuges wurden die vaterländischen Vereine im Großherzogtum Baden am 4. Mai 1848 durch eine Verordnung auf Basis eines Gesetzes von 26. Oktober 1833 aufgelöst. Sofort nach der Auflösung der vaterländischen Vereine begannen Gustav Struve und Florian Mördes an deren Stelle Demokratische Vereine aufzubauen, die aber mit Verordnung vom 22. Juli 1848 auch gleich wieder verboten wurden.

## Ab Mai 1848
Nach dem gescheiterten Heckerzug und dem Verbot der bisherigen vaterländischen Vereine bildeten sich in Baden regierungstreue vaterländische Vereine, so wurde z. B. im badischen Oberland in Kandern bereits im Mai 1848 ein solcher Verein von Johann Georg Schanzlin gegründet. In Abgrenzung zu den vorherigen radikaldemokratischen vaterländischen Vereinen wurden die nunmehr regierungstreuen oftmals auch als Neue Vaterländische Vereine bezeichnet. Da Johann Baptist Bekk, der Innenminister des Großherzogtums Baden, 1848 der führende Regierungspolitiker war, wurden die neuen vaterländischen Vereine von den Radikaldemokraten auch als Baptisten-Vereine verspottet.
Am 29. Oktober 1849 fand auf Einladung des vaterländischen Vereins Karlsruhe in Baden-Baden eine Versammlung der vaterländischen Vereine von Karlsruhe, Mannheim, Rastatt, Baden-Baden, Kandern und Sulzburg statt und gründeten einen badischen Landesverein, wobei der Mannheimer Verein zum Vorort gewählt wurde. Nachfolgend schlossen sich die vaterländischen Vereine von Heidelberg, Eppingen und Rheinbischofsheim dem Landesverein bei. „Außer gemeinsamen Protestadressen gegen den preußisch-dänischen Waffenstillstand von Mallmö entwickelten die Vaterländischen Vereine keine erwähnenswerten politischen Aktivitäten.“
Der badische Landesverein trat dem am 3. November 1948 in Kassel gegründeten Nationalen Verein für Deutschland bei, dessen Führungsfigur Burkhard Wilhelm Pfeiffer war und der sich in der Verfassungsdebatte für eine konstitutionelle, erbliche Monarchie unter Preußens Führung einsetzte.
Während die Vereine zunächst spontan aus lokalen Initiativen entstanden, versuchte die großherzogliche Regierung den demokratischen Volksvereinen mit der gezielten Förderung der Gründung regierungstreuer Vereine gegenzusteuern. „Ein außerdienstliches Engagement in den vaterländischen Vereinen wurde von den Staatsbeamten geradezu erwartet …“
„In den Gebieten, durch die die Struveschen Freischaren gezogen und die von nachfolgenden Einquartierungen von Regierungstruppen besonders stark betroffen waren, verstanden sich viele Vaterländische Vereine als paramilitärische Kampftruppe mit antirepublikanischer Stoßrichtung:… “.
„Auch wenn sich die Vaterländischen Vereine offiziell als dritte Kraft zwischen den Anhängern des Absolutismus und der Republik sehen, richtet sich ihr politischer Kampf vorrangig gegen die Volksvereinsorganisation als der republikanischen Kraft schlechthin.“
Im Mai 1849 gab es in Baden 46 Vaterländische Vereine mit schätzungsweise 7 000 Mitgliedern. Mit der Niederschlagung der badischen Revolution war der Hauptzweck der Vaterländischen Vereine erfüllt und mit der Ausrufung des Kriegsrechts endete die Tätigkeit politischer Vereine ohnehin.